# Sepp (Cameroun)
Sepp ou Sep est un village de la région du Centre du Cameroun, situé dans la commune de Makak. 

## Population et développement
En 1962, la population de Sepp était de 408 habitants. La population de Sepp est de 690 habitants lors du recensement de 2005. La population est constituée pour l’essentiel de Bassa.  